# Asarum chinense
Asarum chinense Franch. – gatunek rośliny z rodziny kokornakowatych (Aristolochiaceae Juss.). Występuje naturalnie w środkowych Chinach – w zachodniej części Hubei oraz w północno-wschodnim Syczuanie. 

## Morfologia
PokrójByliny tworząca kłącza.
LiściePojedyncze, mają kształt od eliptycznego do owalnego. Mierzą 3–7 cm długości oraz 2,5–6 cm szerokości. Są mniej lub bardziej owłosione od spodu. Blaszka liściowa jest o sercowatej nasadzie lub zbiegającej po ogonku i spiczastym wierzchołku. Ogonek liściowy jest nagi i dorasta do 5–15 cm długości.
KwiatySą promieniste, obupłciowe, pojedyncze. Okwiat ma dzwonkowaty kształt zwężający się przy wierzchołku i zielonkawą lub purpurowo zielonkawą barwę, dorasta do 1,5–2 cm długości oraz 2–2,5 cm szerokości. Listki okwiatu mają owalny kształt. Kwiaty mają 12 pręcików o krótkich nitkach. Zalążnia jest pośrednia lub niemal dolna z wolnymi słupkami.

## Biologia i ekologia
Rośnie w wilgotnych lasach. Występuje na wysokości od 1300 do 1500 m n.p.m. Kwitnie od kwietnia do maja.